# Avvocatura dello Stato

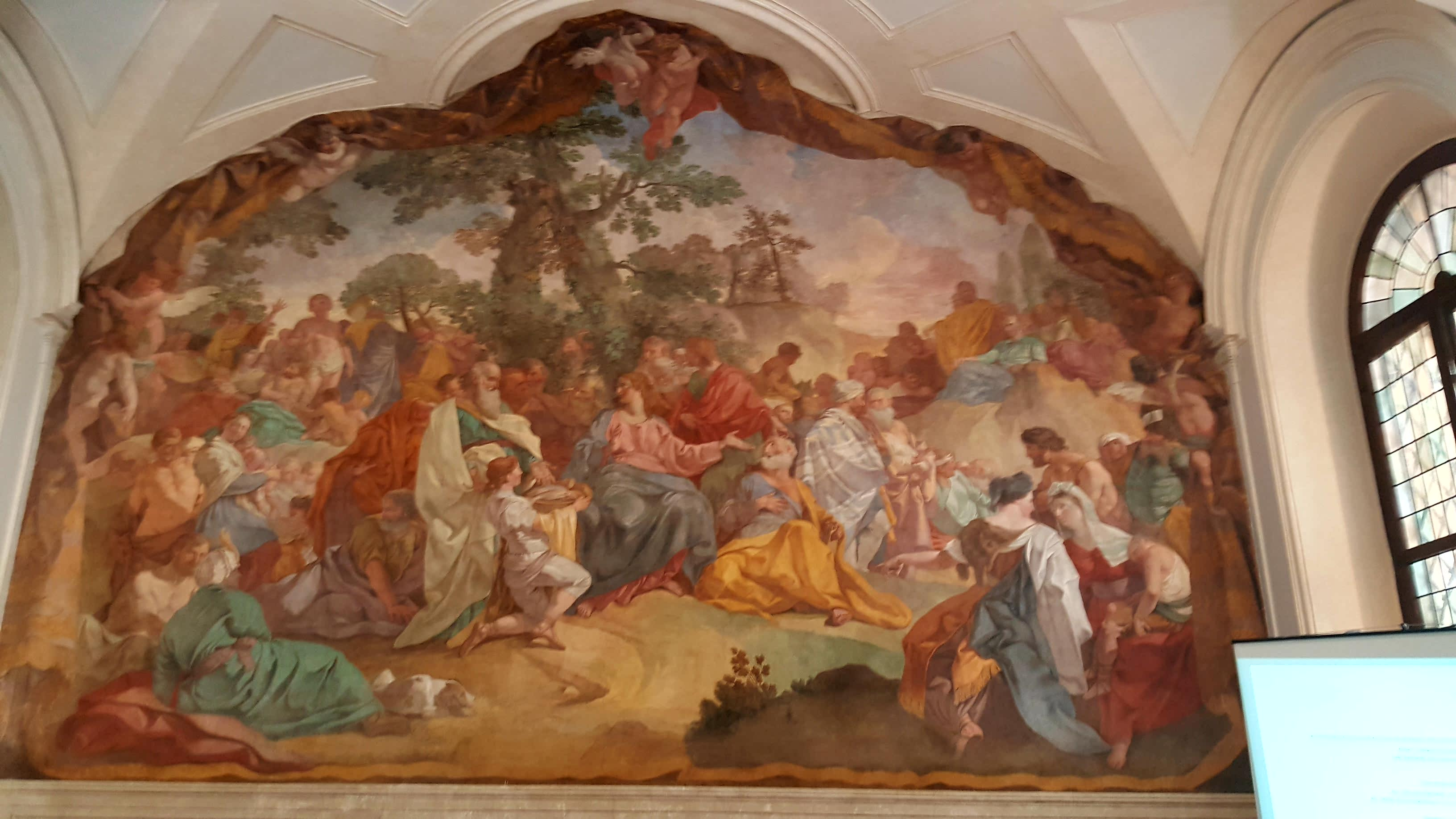
Affresco della sala Vanvitelli nella sede dell'Avvocatura.

L'Avvocatura dello Stato è un organo della pubblica amministrazione previsto dall'ordinamento giuridico italiano, con compiti di consulenza giuridica e di tutela e rappresentanza dello Stato e delle pubbliche amministrazioni italiane nelle controversie legali in tutti i giudizi civili, penali, amministrativi, arbitrali, comunitari e internazionali.

## Storia

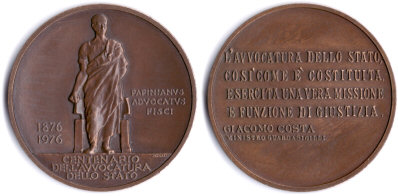
Medaglia coniata per il centenario

La necessità della fondazione in Italia di una tale struttura si inserisce nel momento storico successivo ai moti risorgimentali ed alla nascita del Regno d'Italia. All'indomani dell'unificazione, con R.D. 9 ottobre 1862 n. 915, vennero istituiti gli Uffici del contenzioso finanziario, alle dirette dipendenze del Ministero delle Finanze, a Torino, Milano, Napoli, Palermo, Firenze e Bologna. Quest'ultimo venne poi soppresso e le relative competenze vennero trasferite all'Ufficio di Firenze nel 1866, mentre nel 1867 venne istituito un nuovo Ufficio a Venezia.
L'istituzione formale avvenne con l'emanazione del Regio decreto 30 ottobre 1933, n. 1611.
Con la nascita della Repubblica Italiana, l'istituzione venne potenziata, anche in virtù dell'art. 113 della costituzione della Repubblica Italiana (che riconosce un'ampia tutela contro atti e comportamenti della pubblica amministrazione); un ruolo ancor più sviluppato con la partecipazione dell'Italia agli organismi internazionali. 
L'attuale ordinamento è stato infine parzialmente modificato dalla Legge 3 aprile 1979, n. 103.

## Compiti
L'Avvocatura dello Stato svolge due tipologie di funzioni:
- contenziosa[3]
- consultiva[4]

Difende in giudizio le amministrazioni statali e gli enti, ma solo qualora ad essi sia estesa tale possibilità. Analoga situazione si ritrova per le Regioni. Quando si propone un'azione giudiziale contro un'Amministrazione dello Stato, rappresentata dall'Avvocatura dello Stato, colui che la propone deve farlo dinanzi al tribunale competente. In tal caso infatti, in base al dettato dell'art. 25 del codice di procedura civile, «è competente, a norma delle leggi speciali sulla rappresentanza e difesa dello Stato in giudizio e nei casi ivi previsti, il giudice del luogo dove ha sede l'ufficio dell'Avvocatura dello Stato, nel cui distretto si trova il giudice che sarebbe competente secondo le norme ordinarie».
Circa l'attività consultiva, fornisce pareri alle pubbliche amministrazioni, in qualità di organo tecnico legale.
Per l'esercizio dei propri compiti, l'Avvocatura dello Stato può richiedere alle Amministrazioni le notizie e i documenti ritenuti opportuni.

## Organizzazione
L'Avvocatura dello Stato consta di una sede centrale in Roma, l'Avvocatura generale dello Stato, e di venticinque sedi distrettuali, che sono situate in tutte le città in cui sono presenti sedi di Corte d'appello.
È composta da personale togato, che sono gli avvocati e i procuratori dello Stato, suddivisi in differenti classi stipendiali, nonché da personale amministrativo. 
La Tabella B allegata alla legge 3 aprile 1979, n. 103 stabilisce le seguenti equiparazioni degli avvocati e procuratori dello Stato ai magistrati dell'ordine giudiziario:
- Avvocato generale dello Stato / Procuratore generale della Corte di cassazione;
- Avvocato dello Stato alla 4ª classe di stipendio / Presidente di sezione della Corte di cassazione;
- Avvocato dello Stato alla 3ª classe di stipendio / Consigliere di cassazione;
- Avvocato dello Stato alla 2ª classe di stipendio e procuratore dello Stato alla 4ª classe di stipendio / Consigliere di corte d'appello;
- Avvocato dello Stato alla 1ª classe di stipendio e procuratore dello Stato alla 3ª classe di stipendio / Giudice di tribunale;
- Procuratore dello Stato alla 2ª classe di stipendio / Aggiunto giudiziario;
- Procuratore dello Stato alla 1ª classe di stipendio / Uditore giudiziario, dopo sei mesi dalla nomina.

A capo dell'Istituto vi è l'Avvocato generale dello Stato. A livello centrale è strutturata in 8 sezioni, ciascuna delle quali, retta da un Vice Avvocato Generale, patrocina differenti amministrazioni.
Ai sensi dell’art. 1, R.D. n. 1611/1933, l’Avvocatura dello Stato è dotata ex lege del mandato necessario ed irrevocabile di rappresentanza e difesa in giudizio delle Amministrazioni statali e di quelle assimilate.
I poteri che la norma affida agli avvocati dello stato sono attribuiti, ai sensi dell’art. 8 della legge 103/1979, anche ai procuratori dello Stato.

## L'Avvocato generale
L'Avvocato generale dello Stato esprime l'indirizzo unitario dell'Avvocatura dello Stato, e perciò coordina, dà impulso e dirige l'attività istituzionale. La nomina è di esclusiva competenza del Consiglio dei Ministri.
Riferisce periodicamente al presidente del Consiglio dei ministri sull'attività svolta.
L'Avvocato Generale patrocina primarie istituzioni, tra le quali la Presidenza della Repubblica, la Camera dei Deputati, il Senato della Repubblica ed il CSM.
È coadiuvato nei suoi compiti istituzionali dall'Avvocato Generale Aggiunto.

### Cronotassi
Cronotassi degli Avvocati generali:
| Giuseppe Mantellini         | dal 20 gennaio 1876 al 12 giugno 1885     |
| Giacomo Giuseppe Costa      | dal 29 ottobre 1885 al 15 agosto 1897     |
| Domenico Tiepolo            | dal 31 agosto 1897 al 27 dicembre 1903    |
| Adriano De Cupis            | dal 14 gennaio 1904 al 10 febbraio 1913   |
| Giovanni Villa              | dal 1º settembre 1913 al 1º ottobre 1921  |
| Gaetano Scavonetti          | dal 1º novembre 1921 al 30 giugno 1938    |
| Adolfo Giaquinto            | dal 1º luglio 1938 al 1º novembre 1945    |
| Salvatore Scoca             | dal 16 ottobre 1946 al 10 maggio 1962     |
| Giovanni Zappalà            | dal 4 giugno 1962 al 10 novembre 1976     |
| Giuseppe Manzari            | dal 14 settembre 1979 al 29 novembre 1988 |
| Giorgio Azzariti            | dal 3 febbraio 1989 al 1º febbraio 1995   |
| Enzo Ciardulli              | dal 22 aprile 1995 al 9 giugno 1995       |
| Giorgio Zagari              | dal 9 giugno 1995 al 28 aprile 1999       |
| Plinio Sacchetto            | dal 28 aprile 1999 al 19 dicembre 2001    |
| Luigi Mazzella              | dal 19 dicembre 2001 al 27 giugno 2005    |
| Oscar Fiumara               | dal 27 giugno 2005 al 21 marzo 2010       |
| Ignazio Francesco Caramazza | dal 22 marzo 2010 al 7 ottobre 2012       |
| Michele Giuseppe Dipace     | dall'8 ottobre 2012 al 31 ottobre 2014    |
| Massimo Massella Ducci Teri | dal 9 marzo 2015 al 12 giugno 2019        |
| Gabriella Palmieri Sandulli | dal 31 luglio 2019                        |